# 푸퉁화
푸퉁화(중국어 간체자: 普通话, 정체자: 普通話, 병음: Pǔtōnghuà, 한국 한자음: 보통화)는 중화인민공화국에서 표준 중국어를 이르는 말이다. 만다린이라고도 부른다 만다린이라는 단어와 같이 만주족의 중국 정벌 이후 한자 발음은 만주족이 발음하기 편하게 만다린으로 변형하였다. 얼화가 진행되었으며 하얼빈으로 갈 수록 만다린 발음이 정확해지는 경향을 보인다.
중화민국의 궈위와 기본적으로 비슷하지만, 간체자를 쓰며 발음과 어휘 등의 일부 차이가 있다.

## 같이 보기
- 표준 중국어
- 관화
- 난징어
- 북경관어